# Cleptocaccobius semiluteus
Cleptocaccobius semiluteus là một loài bọ cánh cứng trong họ Bọ hung (Scarabaeidae).